# Vecsés
Vecsés  este un oraș în districtul Vecsés, județul Pesta, Ungaria, având o populație de 19.426 de locuitori (2011). 

## Demografie
Componența etnică a orașului Vecsés
     Maghiari (90,55%)
     Germani (6,06%)
     Necunoscut (0,99%)
     Alții (2,4%)
Componența confesională a orașului Vecsés
     Romano-catolici (35,64%)
     Fără religie (17,16%)
     Reformați (11,36%)
     Luterani (1,73%)
     Atei (1,36%)
     Necunoscută (31,76%)
     Alte religii (2,79%)
Conform recensământului din 2011, orașul Vecsés avea 19.426 de locuitori. Din punct de vedere etnic, majoritatea locuitorilor (90,55%) erau maghiari, cu o minoritate de germani (6,06%). Apartenența etnică nu este cunoscută în cazul a 0,99% din locuitori. Nu există o religie majoritară, locuitorii fiind romano-catolici (35,64%), persoane fără religie (17,16%), reformați (11,36%), luterani (1,73%) și atei (1,36%). Pentru 31,76% din locuitori nu este cunoscută apartenența confesională.